# Schlacht um Saipan

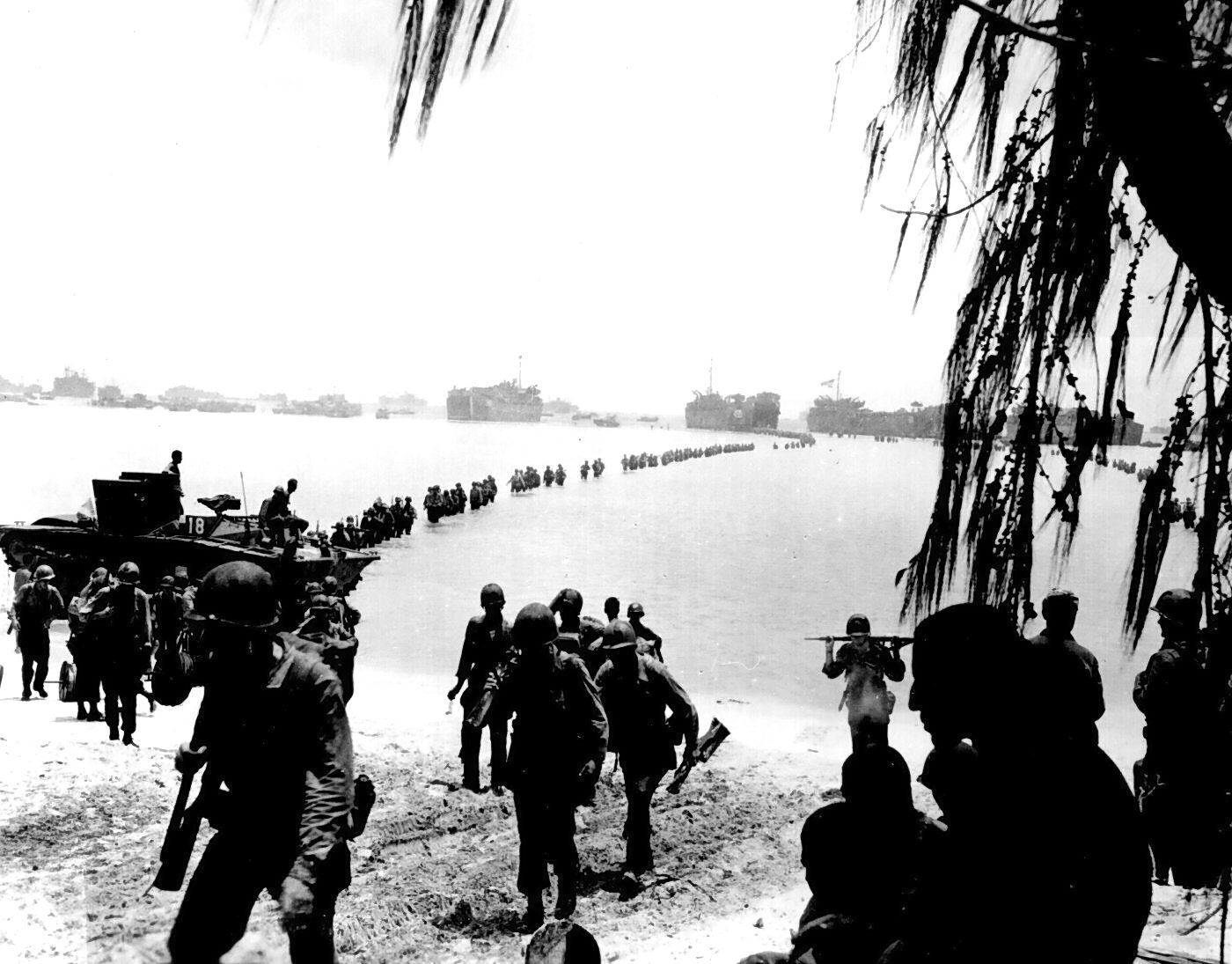
Amerikanische Truppen landen auf Saipan

Die Schlacht um Saipan war eine Schlacht während des Zweiten Weltkrieges. Sie war Teil von Operation Forager, der Eroberung der Marianen-Inseln im Pazifik. Sie fand zwischen dem 15. Juni und dem 9. Juli 1944 statt. Es war eine bedeutende Auseinandersetzung zwischen den Vereinigten Staaten und dem Kaiserreich Japan. Die US-amerikanischen Streitkräfte planten, Saipan als strategischen Stützpunkt zu erobern, um von dort aus Luftangriffe auf Japan durchzuführen. Die Schlacht begann mit einer intensiven Bombardierung durch US-amerikanische Flugzeuge und Schiffe, gefolgt von einer amphibischen Landung. Die japanischen Verteidiger, darunter Soldaten, Marineinfanteristen und Zivilisten, leisteten einen verzweifelten Widerstand und führten mehrere Gegenangriffe durch. Das Gelände auf Saipan, gekennzeichnet durch Klippen, Dschungel und Verteidigungsstellungen, erschwerte den Vormarsch der US-Truppen erheblich. Die Eroberung wurde durch heftige Kämpfe, Artilleriebombardements und Nahkampfgefechte geprägt. Die US-Truppen erzielten schließlich einen Durchbruch, indem sie die japanischen Verteidigungslinien durchbrachen und wichtige Punkte eroberten. Die japanischen Verteidiger erlitten hohe Verluste und viele begingen Suizid, um einer Gefangennahme zu entgehen. Am Ende erlangten die Vereinigten Staaten die Kontrolle über Saipan, was einen Wendepunkt im Pazifikkrieg darstellte und den Weg für weitere Operationen in der Region ebnete. Der Erfolg der Operation Forager ermöglichte den USA auch wie geplant die strategische Bombardierung Japans mit den seinerzeit neuen, erst kurz zuvor in Dienst gestellten Langstreckenbombern vom Typ B-29 und führte schließlich zum Abwurf von Atombomben auf Hiroshima und Nagasaki.

## Vorgeschichte
Saipan stand von 1899 bis 1914 unter deutscher Verwaltung (Deutsch-Neuguinea). Nach dem Abzug der deutschen Kolonialtruppen 1918 übernahm das Japanische Kaiserreich die Insel und baute dort 1930 ein Flugfeld. Seit 1935 operierten landgestützte japanische Flugzeuge von diesem Rollfeld aus. 1940, kurz vor dem Ausbruch des Pazifikkrieges, befahl die japanische Regierung unter Premierminister Tōjō Hideki den Bau starker Verteidigungsanlagen auf den Inseln des Zentralpazifiks, unter ihnen auch die Marianen. Saipan und Tinian wurden 1941 zu starken Festungen ausgebaut, während die Insel Guam, die Anfang 1942 von japanischen Soldaten erobert worden war, 1943 befestigt wurde. Auf Saipan waren Ende 1942 etwa 6.000 Soldaten stationiert, die im Laufe des Jahres 1943 durch weitere 20.000 verstärkt wurden. Auch die japanische 2. Panzerbrigade wurde auf der Insel stationiert. Hierzu wurden auch zahlreiche Zwangsarbeiter aus der koreanischen Zivilbevölkerung rekrutiert, die am Ausbau der noch nicht vollendeten Verteidigungsanlagen arbeiten sollten.
Nach der Schlacht um Midway zeichnete sich für die US-Streitkräfte eine Wende im Pazifikkrieg ab; Grund hierfür war die neuentwickelte Taktik des sogenannten „Island Hoppings“, bei der die am stärksten befestigten feindlichen Stützpunkte nicht angegriffen wurden und nur einige Inseln erobert wurden. Mit dieser Taktik waren bereits die Salomonen, die Gilbert- und Marshallinseln sowie fast ganz Neuguinea zurückerobert worden. Der US-Stab beschloss Anfang 1944, mit derselben Taktik auch die 6.000 km von Hawaii entfernten Marianen unter US-Kontrolle zu bringen.

## Auftakt

### USA
| Northern Troops and Landing Force | Northern Troops and Landing Force |
| --- | --------------------------------- |
| Oberkommando | Generalleutnant: Holland M. Smith |
| Chief Of Staff | Brigadegeneral: Craves B. Erskine |
| 2. Marine Division |                                   |
| Kommando | Generalmajor: Thomas E. Watson    |
| Assistant Division Commander | Brigadegeneral: Merritl A. Edson  |
| Chief Of Staff | Oberst: David M. Shoup            |
| 2. Marine-Regiment Oberst: Water J. Stuart |                                   |
| 1. Bataillon – Oberstleutnant: Wood B. Kyle 2. Bataillon – Oberstleutnant: Richard C. Nutting 3. Bataillon – Oberstleutnant: Arnold F. Johnston (15. Juni bis 21. Juni, 5. Juli bis 9. Juli), Major: Harold „K“ Throneson (21. Juni bis 4. Juli)                                                                     |                                   |
| 6. Marine-Regiment Oberst: James P. Riseley |                                   |
| 1. Bataillon – Oberstleutnant: William K. Jones 2. Bataillon – Oberstleutnant: Raymond L. Murray, Major: LeRoy P. Hunt, Jr. (ab 15. Juni) 3. Bataillon – Oberstleutnant: John W. Easley, Major: John K. Rentsch (15. Juni bis 2. Juli)                                                                               |                                   |
| 8. Marine-Regiment Oberst: Clarence R. Wallace |                                   |
| 1. Bataillon – Oberstleutnant: Lawrence C. Hays. Jr 2. Bataillon – Oberstleutnant: Henry P. Crowe, Major: William O. Chamberlin (ab 15. Juni) 3. Bataillon – Oberstleutnant: John C. Miller, Major: Stanley E. Larsen (ab 15. Juni)                                                                                  |                                   |
| 10. Marine-Regiment Oberst: Raphael Griffin |                                   |
| 1. Bataillon – Oberst: Presley M. Rixey, Major: Wendell H. Best (ab 25. Juni) 2. Bataillon – Oberstleutnant: George R. E. Shell, Major: Kenneth C. Houston (ab 16. Juni) 3. Bataillon – Major: William L. Crouch, Major: James O. Appleyard (ab 8. Juli) 4. Bataillon – Oberstleutnant: Kenneth A. Torgensen         |                                   |
| 18. Marine-Regiment Oberstleutnant: Russel Lloyd, Oberstleutnant: Ewart S. Laue (ab 26. Juni) |                                   |
| 1. Bataillon – Oberstleutnant: August L. Vogt |                                   |
| 29. Marine-Regiment |                                   |
| 1. Bataillon – Oberstleutnant: Guy E. Tannyhill, Oberstleutnant: Rathvon M. Tompkins (17. Juni bis 2. Juli), Oberstleutnant: Jack P. Juhan (2. Juli bis 4. Juli), Major: William W. McKinley (ab 4. Juli) |                                   |
| Artillerie |                                   |
| 2. 155 mm Haubitzen-Bataillon – Oberstleutnant: Marvin H. Floom |                                   |
| Panzer |                                   |
| 2. Panzer-Bataillon – Major: Charles W. McCoy |                                   |
| 4. Marine Division |                                   |
| Kommando | Generalmajor: Harry Schmidt       |
| Assistant Division Commander | Brigadegeneral: Samuel C. Cumming |
| Chief Of Staff | Oberst: William W. Rogers         |
| 14. Marine-Regiment Oberst: Louis G. DeHaven |                                   |
| 1. Bataillon – Oberstleutnant: Harry J. Zimmer 2. Bataillon – Oberstleutnant: George B. Wilson, Jr. 3. Bataillon – Oberstleutnant: Robert E. MacFarlane 4. Bataillon – Oberstleutnant: Carl A. Youngdale |                                   |
| 20. Marine-Regiment Oberstleutnant: Nelson K. Brown |                                   |
| 1. Bataillon – Major: Richard G. Ruby 2. Bataillon – Major: John H. Partridge |                                   |
| 23. Marine-Regiment Oberst: Louis R. Jones |                                   |
| 1. Bataillon – Oberstleutnant: Ralph Haas 2. Bataillon – Oberstleutnant: Edward J. Dillon 3. Bataillon – Oberstleutnant: John J. Cosgrove Jr., Major: Paul S. Treitel (ab 19. Juni) |                                   |
| 24. Marine-Regiment Oberst: Franklin A. Hart |                                   |
| 1. Bataillon – Oberstleutnant: Maynard C. Schultz, Major: Robert N. Fricke (16. Juni bis 18. Juni), Oberstleutnant: Austin R. Brunelli (18. Juni bis 4. Juli), Oberstleutnant: Otto Lessing (ab 4. Juli) 2. Bataillon – Oberstleutnant: Richard Rothwell 3. Bataillon – Oberstleutnant: Alexander A. Vandegrift. Jr. |                                   |
| 25. Marine-Regiment Oberst: Merton J. Batchelder |                                   |
| 1. Bataillon – Oberstleutnant: Hollis U. Mustain 2. Bataillon – Oberstleutnant: Lewis C. Hudson, Jr 3. Bataillon – Oberstleutnant: Justice M. Chambers |                                   |
| Artillerie |                                   |
| 4. 102-mm Haubitzen-Bataillon – Oberstleutnant: Douglas E. Reeve |                                   |
| Panzer |                                   |
| 4. Panzer-Bataillon – Major: Richard K. Schmidt |                                   |

Die Einnahme von Saipan im Verlauf des Krieges gegen Japan begann am 14. Januar 1943 in Casablanca. Auf einer Sitzung der Combined Chiefs of Staff bemerkte Admiral Ernest J. King: Die Marianen sind der Schlüssel zu dieser Situation, weil sie auf der japanischen Kommunikationslinie liegen. Am 12. März 1944 erteilte der Generalstab Admiral Nimitz die Weisung für den Angriff auf die Marianen. Ziel war es, die Inseln als vorgeschobene Marinebasen und die Flugfelder für die neuen amerikanischen B-29-Bomber zu nutzen. Die US-Streitkräfte für Saipan bestanden aus der 2. Marinedivision unter dem Kommando von Generalmajor Thomas E. Watson, der 4. Marinedivision unter Generalmajor Harry Schmidt sowie der 27. Infanteriedivision unter Generalmajor Ralph Smith.

### Japan
Die wesentlichen Kampfverbände waren die 43. Division unter dem direkten Kommando von Saito, die 47. gemischte Brigade unter Oberst Ōba Sakae sowie das 9. Panzerregiment unter Oberst Goto mit 48 leichten und mittleren Panzern. An verschiedenen Punkten entlang der Küste wurden so weit wie möglich Verteidigungsanlagen errichtet. Insgesamt standen den Japanern acht 152-mm-, neun 140-mm- und acht 120-mm-Kanonen sowie vier 200-mm-Mörser zur Verfügung. Außerdem gab es verteilt über die Insel mehrere Betonbunker. Als der Angriff auf Saipan begann, waren die Verteidigungsanlagen auf Saipan nur teilweise fertig gestellt. Dies hatte vor allem drei Gründe:
- Durch den schnellen Vorstoß der Vereinigten Staaten durch die Gilbert- und Marshallinseln und die Umgehung der Karolinen blieb den Japanern wenig Zeit für den Transport von Baumaterial.
- Die effektive U-Boot-Aktivität der USA führte zur Versenkung vieler Schiffe auf dem Weg nach Saipan.
- Die fälschliche Annahme der Japaner, dass das nächste Ziel der Vereinigten Staaten die Palauinseln sein würden, was sie dazu veranlasste, diesen Inseln Vorrang bei der Lieferung von Baumaterial zu geben.

Anstatt die Verteidigungsmöglichkeiten von Saipan voll auszuschöpfen, war der gesamte japanische Verteidigungsplan darauf ausgerichtet, die feindlichen Landungstruppen am Strand zu vernichten. Auch wenn das Oberkommando über das Gebiet bei Generalleutnant Hideyoshi Obata lag, befand sich die eigentliche Befehlsgewalt über die Verteidigung von Saipan bei Generalleutnant Yoshitsugu Saitō.

## Schlacht
Am 11. Juni 1944 begann die Bombardierung zur Vorbereitung der Invasion. Vizeadmiral Marc Andrew Mitscher, Befehlshaber von Task Force 58, ließ am Nachmittag des gleichen Tages einen Luftangriff mit 200 Flugzeugen auf die völlig überraschten japanischen Verteidiger starten. Bei diesem Angriff wurden 150 japanische Flugzeuge zerstört. Am 13. Juni eröffnete Task Group 58.7 – bestehend aus sieben Schlachtschiffen, vier Kreuzern und mehreren Zerstörern – das Feuer auf die Insel. Durch die mehrere Tage andauernden Luftangriffe und Bombardierungen wurde ein Großteil der Verteidigungsfähigkeit der Japaner ausgeschaltet.

### 15. Juni

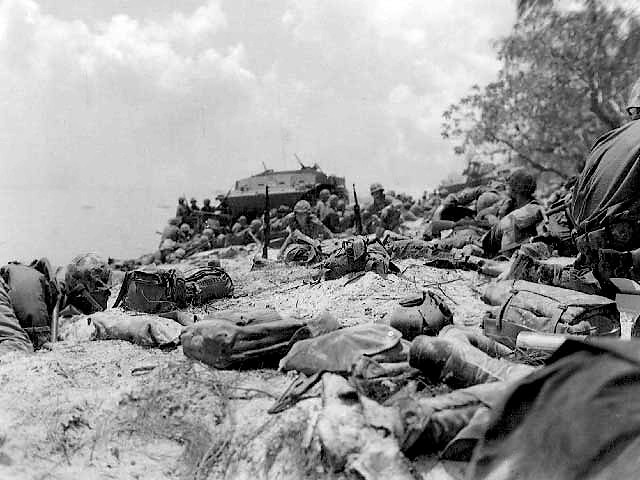
Der Landungsstrand Red Beach 2 um 13:00 Uhr, Marineinfanteristen werden durch japanische Truppen beschossen

Um 8:12 Uhr fuhr die erste Welle, bestehend aus 96 LVT, 68 gepanzerten Amphibienschleppern und einem Dutzend Kontrollschiffen, in Richtung der Landezonen. Bei Afetna Point stürmten das 6. und das 8. Marine-Regiment der 2. Marinedivision die mit Red und Green gekennzeichneten Landeplätze. Bei Charan Kanoa südlich von Afetna Point befanden sich die beiden Landezonen Blue und Yellow, auf denen das 23. und das 25. Marineregiment der 4. Marinedivision landeten. Das Manövrieren der Landungsboote führte zu keiner Reaktion der japanischen Geschütze, außerdem war keine Verstärkung in dem bedrohten Sektor zu sehen. Um etwa 8:43 Uhr eröffneten die Japaner jedoch das Feuer auf die amerikanischen Soldaten. Trotz des feindlichen Beschusses, bei dem es zu schweren Verlusten kam, waren innerhalb von 20 Minuten 700 LVTs und 8.000 Soldaten an Land gegangen.

#### Red
Auf dem Strandabschnitt Red stießen das 2. und 3. Bataillon des 6. Marineregiments auf heftigen Widerstand und erlitten schwere Verluste an Personal und Ausrüstung. Die wenigen LVTs, denen es gelang, das Feuer zu überstehen und einen Weg von den Stränden zu finden, wurden bald von Felsen oder Sümpfen aufgehalten. Nach der Landung konnte das 6. Regiment nur einen flachen, 70 bis 90 Meter breiten Brückenkopf auf der Küstenstraße errichten. Die mit der Errichtung verbundenen Schwierigkeiten wurden durch Granatenexplosionen von mehreren brennenden LVT(A) in der Nähe noch vervielfacht.
Um 10:00 Uhr landete Colonel James P. Riseley, Befehlshaber des Regiments und begann mit der Einrichtung seines Kommandopostens in der Nähe des Zentrums von Abschnitt Red 2. Kurz darauf gerieten sie unter Beschuss von versteckten japanischen Einheiten. Inmitten der Kämpfe und des Chaos am Strand war es für Colonel Riseley schwierig, den Verlauf der Schlacht zu bestimmen. Aus Berichten ging hervor, dass sein rechter Flügel, das 3. Bataillon unter Lieutenant Colonel John W. Easley, Schwierigkeiten hatte, sein Tempo beizubehalten. Daher befahl er dem 1. Bataillon, Easleys Linien zu durchbrechen und den Angriff auf die erste Anhöhe im Landesinneren fortzusetzen, die als 0-1 bezeichnet wurde. Aufgrund des Geländes und der häufigen Stellungswechsel der Japaner war es schwierig, den Ursprung des feindlichen Beschusses zu erkennen. Daher waren erst am späten Nachmittag alle drei Bataillone des 6. Marineregiments in ihren Stellungen.

#### Green
Die Landung des 2. und des 3. Bataillons des 8. US-Marineregiments an Green 1 erforderte, dass das erste Bataillon den größten Teil des Tages damit verbrachte, den Strand zu sichern, an dem es hätte landen sollen. Das schwierige Vorgehen des 2. Bataillons erforderte, dass seine Kompanien in zwei verschiedene Richtungen vorstießen. Während Kompanie G am Strand entlang nach Süden in Richtung Afetna Point angreifen sollte, bewegten sich die beiden anderen Kompanien (E und F) nach Südosten, wo sie beide auf starken Widerstand stießen.
Gegen 9:45 Uhr landete Colonel Clarence R. Wallace, Kommandeur des 8. Marineregiments, zwischen den Stränden Green 1 und 2. Um 9:50 Uhr erhielt das 1. Bataillon unter Lieutenant Colonel Lawrence C. Hays den Befehl zur Landung. Die Kompanien des 1. Bataillons wurden nach ihrer Landung dem 2. und dem 3. Bataillon zur Unterstützung der Kompanien G, E und F zugeteilt. Am frühen Nachmittag landete die Divisionsreserve, das 1. Bataillon des 29. Marineregiments unter Lieutenant Colonel Guy E.Tannyhill, und wurde dem 8. Marineregiment unterstellt. Tannyhill hatte den Auftrag, eine Lücke zu schließen, die in der Zone des 2. Bataillons entstanden war.

#### Yellow
An Landungzone Yellow war die Lage an beiden Flanken sehr besorgniserregend. Bei Yellow 1 landete das 2. Bataillon unter Lieutenant Colonel Hudson inmitten eines schweren Sperrfeuers. Etwa die Hälfte der LVTs erreichte den Bahndamm, der zu diesem Zeitpunkt schräg landeinwärts zwischen 500 und 700 m von der Küste entfernt verlief. LVT(A)s des 708th Amphibian Tank Battalion stießen stetig vor, wobei sie durch feindliche Artillerie beschossen wurden. Noch bevor um Luftunterstützung gebeten werden konnte, wurde die feindliche Artillerie durch einen Luftschlag zerstört.

Im Süden wurde das 1. Bataillon unter Oberstleutnant Mustain etwa 12 Meter hinter dem Strand aufgehalten. Das Sperrfeuer von Agingan Point forderte viele Opfer und hinderte die Überlebenden am Weiterkommen. Die LVTs des 773rd Amphibian Tractor Battalion hatten kaum Platz, um die nachrückenden Truppen anzulanden. Da einschlagende Granaten den schmalen Sandstreifen aufwühlten, zogen sich die Traktorfahrer so schnell wie möglich zurück, bevor die Kommunikationsausrüstung und die Waffen der Besatzung sowie deren Munition vollständig ausgeladen werden konnten.

Der Schwerpunkt des feindlichen Widerstands lag bei Agingan Point, einem Labyrinth von Waffennestern und dem an diese Landzunge angrenzenden Waldstück. Nach und nach arbeiteten sich die Marines jedoch vor und erreichten schließlich am späten Nachmittag 0-1. Um 9:30 Uhr unternahmen die Japaner ihren ersten Versuch, das Bataillon ins Meer zu treiben. Während die Truppen über den Kamm vorrückten, der die Linie 0-1 markierte, griffen andere feindliche Truppen von Agingan Point aus an und versuchten, den schmalen Brückenkopf aufzurollen. Der Kommandeur des Bataillons forderte Luftangriffe und konzentrierten Beschuss durch die Marine an, um die Bedrohung zu beenden. Die Verteidiger setzten ihre Bemühungen jedoch fort. Am frühen Nachmittag schlossen sich die Panzer des 4. Panzerbataillons den Infanteristen von Mustain an und löschten zwei japanische Kompanien aus, wodurch der stärkste Gegenangriff des Tages gegen die Flanke der Division zunichtegemacht wurde.

#### Blue
Das 23. Marineinfanterieregiment, das im Sektor Blue landete, wurde nur durch sporadisches Gewehrfeuer behindert. Sobald sie jedoch 0-1 erreichten, änderte sich die Situation dramatisch. Direkter japanischer Artilleriebeschuss aus 500 bis 700 Metern Entfernung im Norden und Osten sowie Mörser- und Maschinengewehrfeuer hielten die Einheit ständig in Schach. Die Situation wurde zusätzlich dadurch erschwert, dass sich die gepanzerten Amphibienfahrzeuge weigerten, auf den Gipfel des Berges Fina Susu vorzurücken. Dennoch gelang es dem 23. Regiment, sich auf dem vorgesehenen Landeplatz festzusetzen und dort einen konsolidierten Brückenkopf in einer Tiefe von etwa 800 m zu errichten.
Beim Einbruch der Dunkelheit am 15. Juni waren zwei Tatsachen klar: Erstens war die Landung erfolgreich verlaufen, und zweitens stand ein langer, harter Kampf bevor. Die beiden Divisionen waren auf einer 9.000 Meter breiten und 1.400 Meter tiefen Front an Land gegangen. Überall bestand das Hauptproblem darin, die verstreuten Einheiten zu organisieren, die Flanken zu verbinden und die erwarteten Gegenangriffe abzuwarten. Da kein Kontakt zwischen den Divisionen hergestellt worden war, mussten beide ihre jeweiligen Flanken sorgfältig schützen. Die 2. Division ankerte mit beiden Flanken am Strand selbst, links in der Nähe einer Korallengrube etwa eine Meile südlich von Garapan, rechts in der Mitte von Afetna Point. Die 4. Division hatte ihre rechte Seite am Strand südlich von Agingan Point verankert und postierte das 3. Bataillon des 23. Regiments an die exponierte linke Flanke. Die südliche Hälfte von Afetna Point zwischen den beiden Divisionen blieb unbesetzt. Die Stellungen der Marines waren alles in allem recht gut, aber die des Feindes waren besser. Der dominierende Bergrücken, der parallel zu den westlichen Stränden verlief, ermöglichte es den Japanern, die Marines mit Feuer zu belegen, wo sie wollten.

### 16. Juni
In der Nacht auf den 16. Juni erhielt Admiral Spruance die Nachricht, dass die japanische Kombinierte Flotte unter Admiral Jisaburō Ozawa am 13. Juni ihre Basis bei Tawi-Tawi mit Kurs auf die San-Bernadino- und Surigao-Straße verlassen hatte. Dies deutete für Spruance darauf hin, dass Ozawa einen Angriff auf ihn beabsichtige. Es brauchte nur wenig Vorstellungskraft, was eine so große See und Luftstreitmacht mit den Landungs- und Begleitschiffen vor Saipan machen würde. Spruance beschloss, die japanische Flotte so schnell wie möglich anzugreifen. Dabei musste er jedoch die Transportschiffe zurücklassen. General Holland Smith stand somit vor der Entscheidung, was er mit seiner Reserve der Expeditionstruppen tun sollte. Da die heftigen Kämpfe am D-Day gezeigt hatten, dass die Eroberung von Saipan eine schwierige Aufgabe sein würde, befahl er General Ralph Smith mit der 27. Infanteriedivision und ihrem unterstützenden Artilleriebataillon, anzulanden und sich den Truppen anzuschließen.

Obwohl noch weit hinter dem ursprünglichen Plan zurückliegend, sah der Plan für den zweiten Tag vor, dass die 2. Division als Dreh- und Angelpunkt der Vorstöße fungieren sollte, während die vierte Division weiter nach Süden und Osten vordringen sollte. Als die 4. Division um die Mittagszeit ihren Vorstoß nach Osten begann, stieß sie auf heftigen Widerstand, der ihren Vormarsch verlangsamte. Trotz der Luft-, Panzer- und Marineunterstützung gaben die Japaner nur widerwillig nach. Am Ende des Tages waren jedoch die meisten Panzer und Artilleriegeschütze gelandet und im Einsatz. Obwohl die 0-1-Linie nicht erreicht wurde, war der Brückenkopf auf 1.850 Meter angewachsen und die japanischen Verteidigungsanlagen bei Afetna und Agingan Point waren vernichtet worden.

Saitō, der das Momentum verloren hatte, um die Amerikaner ins Meer zurückzutreiben, musste schließlich einsehen, dass seine Truppen im Westen allen angreifenden Kräften gegenüberstanden. Daher beschloss er, einen massiven kombinierten Infanterie- und Panzerangriff gegen die Linien der 2. Division zu führen. Um 3:00 Uhr morgens begann der Angriff mit 44 Panzern, die auf das 1. Bataillon des 6. Regiments vorrückten. Aufgrund der Dunkelheit und der mangelnden Erfahrung mit kombinierten Infanterie- und Panzervorstößen wurden die meisten Panzer zerstört, bevor sie die amerikanischen Linien erreichten.

### 17.–21. Juni
Generalmajor Watson hatte geplant, am 17. Juni um 7:30 Uhr anzugreifen, wobei das 2. und das 6. Regiment nach Nordosten auf 0-2 sowie das 8. Regiment nach Osten auf 0-1 vorrücken sollten. Um 7:15 Uhr kam ein Befehl von Holland M. Smith, der die Verschiebung des Angriffs auf 9:30 Uhr anordnete. Da die Zeit jedoch nicht ausreichte, um diese Änderung an alle Einheiten an der Front weiterzuleiten, griff die Division wie ursprünglich geplant an. Dem Beginn des Angriffs ging eine 90-minütige Vorbereitungsphase durch Beschuss aus der Luft und vom Meer voraus.

Der Vormarsch des 8. Regiments verlief ungleichmäßig. In den Zonen des 1. und 3. Bataillons ging der Vormarsch auf 0-1 recht zügig vonstatten, aber auf der rechten Seite hatte das 1. Bataillon des 29. Regiments (das dem 8. Regiment angegliedert war) aufgrund des schwierigen Geländes viel größere Schwierigkeiten. In dem sumpfigen Gelände um den Susupe-See versanken die Männer, die Maschinengewehre, Mörser und Munition trugen, hüfttief im Schlamm.

Am Nachmittag war noch kein Vorstoß erfolgt. Gegen 10:00 Uhr wurden vier Panzer des 2. Panzerbataillons gesichtet, die sich auf der Straße von Laulau auf sie zubewegten. Diese wendeten sofort und wurden gegen den Feind auf dem Hügel vor ihnen in Stellung gebracht. Mit dieser starken Feuerunterstützung ging das 1. Bataillon wieder in die Offensive und stieß rasch bis zum Kamm des Hügels vor. Nach einer schnellen Säuberungsaktion verschanzte sich die Einheit für die Nacht. Aus dem Kokosnusshain im Süden wurde unterdessen das japanische Feuer fortgesetzt.

Das 6. Regiment unter Colonel Riseley griff um 7:30 Uhr an und kam gegen leichten Widerstand gut voran. Da die Angriffsrichtung nach Nordosten und hinauf in die Ausläufer des Monte Tipo Pale verlief, dehnten sich die Linien des Regiments übermäßig aus, als der Kontakt zum 8. Regiment abnahm. Beim Erreichen von 0-2 stoppte die Einheit ihren Angriff; die Linien wurden reorganisiert und konsolidiert, um den Vormarsch fortzusetzen, sobald das Vorrücken des 8. möglich war. Colonel Stuarts 2. Regiment rückte in einer Kolonne von Bataillonen vor und richtete sich dabei nach dem rechts von ihm befindlichen 6. Regiment. Um 18:00 Uhr erreichte das 3. Bataillon die Position 0-2. Dort verschanzte sich das Bataillon mit der linken Flanke am Strand und mit der rechten in Kontakt mit dem 6. Regiment.
Im Süden waren in der Nacht auf den 17. Juni zwei Bataillone von Colonel Gerard W. Kelleys 165. Infanterieregiment der 27. Infanteriedivision angelandet. Im Morgengrauen setzten sich die Bataillone in Richtung des Aslito-Flugfelds in Marsch. Beide Bataillone stießen gegen relativ leichten Widerstand zwischen 800 und 1.000 Meter vor. Während des Angriffs am Morgen waren das 3. Bataillon des 165. Regiments unter Major Dennis D. Claire und das 105. Infanterieregiment unter Colonel Leonard A. Bishop an Land gegangen.
Um 14:00 Uhr hatte das 2. Bataillon den südwestlichen Rand des Flugfelds erreicht, während das 1. Bataillon in einen Kampf um eine vorherrschende Kammlinie verwickelt war, die sich vom südwestlichen Rand des Flugfeldes bis in die Nähe von Cape Obiam erstreckte. Da das 1. Bataillon durch heftigen Widerstand nicht weiter vorrücken konnte, befahl Colonel Kelley beiden Bataillonen, anzuhalten und sich für die Nacht einzugraben.
Zur Linken Kelleys rückte das 25. Marineregiment etwa 1,3 Kilometer vor und sicherte das günstige, beherrschende Terrain entlang der Linie 0-2. Das 24. Regiment, das sich in der linken Mitte des Einsatzgebietes der 4. Marinedivision befand, war den ganzen frühen Morgen über von Beschuss betroffen gewesen.
Da die Front der Division mit dem Vorrücken der Marines ins Landesinnere breiter wurde, musste das 24. Marineregiment seine Vormarschachse leicht nach Norden verlagern, wobei das 1. Bataillon eine weite Wende vollzog, um auf gleiche Höhe zu kommen.
Auch der Angriff des 2. Bataillons kam nur langsam in Schwung. Auf der linken Seite des Bataillons sah sich das 23. Regiment mit einer gut verschanzten Gruppe von Japanern der 47. unabhängigen gemischten Brigade konfrontiert. Die beiden Einheiten verloren bald den Kontakt und zwangen Colonel Jones, mit seiner Regimentsreserve die Linie wiederherzustellen. Da die 2. Marinedivision im südlichen Teil ihrer Zone aufgehalten worden war, konnten die beiden Divisionen keine durchgehende Linie bilden. Obwohl der Flugplatz Aslito nicht eingenommen wurde, hatten die USA den zentralen Teil ihres Ziels erobert.
Für den 18. Juni waren zwei amerikanische Angriffe geplant. Am Vortag hatte das 8. Marineregiment die Kammlinie 0-1 besetzt, wurde aber von einem Kokosnusshain im Süden massiv beschossen. Um 10:00 Uhr stieß die 4. Marinedivision mit drei Regimentern vor. Obwohl Stoßtrupps des 23. Marineregiments gegen 17:15 Uhr ihr Angriffsziel Kammlinie 0-2 erreichten, hinderte japanisches Maschinengewehrfeuer die Marines daran, den Kamm zu besetzen. Um ein für die Verteidigung geeignetes Gelände zu erhalten, musste Colonel Jones sein Regiment auf eine Position 365 Meter östlich des Susupe-Sees zurückziehen. Währenddessen näherten sich die Männer des 24. und 25. Marineinfanterieregiments rasch der Ostküste von Saipan. Beide Regimenter rückten zügig vor, bis die Japaner um 16:15 Uhr einen Gegenangriff starteten. Trotz des japanischen Widerstands erreichten beide Regimenter die Magicienne Bay und isolierten damit Nafutan Point vom Rest der Insel.

Das 165. Infanterieregiment begann den Tag in einer gewissen Verwirrung, da Colonel Kelley nicht sicher war, ob sein Kommando als Teil der 4. Marinedivision oder der 27. Infanteriedivision operieren sollte. Nachdem er die Angelegenheit mit General Ralph Smith besprochen hatte, kam Kelley zu dem Schluss, dass das Regiment wieder zur Armeedivision gehöre und einen entsprechenden Befehl von General Schmidt erhalten würde. Obwohl dieser Befehl nicht eintraf, griff das 165. Infanterieregiment um 7:30 Uhr an, um den Bergrücken im rechten Teil ihrer Zone zu sichern, und begann 30 Minuten später mit dem Vormarsch auf den Flugplatz. Um 10:00 Uhr waren beide Ziele fest in amerikanischer Hand. Das Regiment hielt dann inne, um sich neu zu formieren, und geriet dabei unter Beschuss von den auf Nafutan Point befindlichen Geschützen. Diese Geschütze wurden bald von der amerikanischen Artillerie ausgeschaltet, so dass die Soldaten auf den Bergrücken vorrücken konnten, der die Magicienne-Bucht überragte.
Das 105. Infanterieregiment, das entlang der Südküste angriff, stieß von Anfang an auf Schwierigkeiten. Bei ihrem Vormarsch stießen die Truppen auf ein Labyrinth aus dichtem Unterholz. Trotz kaum vorhandenem japanischen Widerstand kamen die Männer nicht weiter als 180 Meter. Beim Einbruch der Dunkelheit waren etwa drei Viertel des südlichen Saipan erobert. Der Feind hielt sich noch immer an den Zufahrten zu Garapan, an den Ausläufern des Mount Tipo Pale und an einem Vorsprung fest, der sich vom Hügel 500 in Richtung Susupe-See erstreckte, sowie an den mit Dschungel bewachsenen Hügeln südöstlich des Aslito-Feldes.

Die Nacht vom 18. auf den 19. Juni verlief relativ ruhig. Alle Divisionen meldeten nur sporadische Schusswechsel und kleinere Vorstöße. Der Operationsbefehl für den 19. Juni wies die drei Divisionen an, die vom Vortag zugewiesenen Aufgaben fortzusetzen. Bei erfolgreicher Ausführung würden die Linien der Landungstruppen entlang der Ziellinie 0-3 verlaufen. Die 27. Infanteriedivision setzte ihren Angriff am 19. Juni um 7:30 Uhr fort und erreichte im Bereich des 165. Infanterieregiments die Magicienne Bay nördlich von Nanfutan Point. Die langsamere Bewegung des 105. Regiments entlang der Südküste führte zu einer Unterbrechung zwischen den Flanken der beiden Regimenter, sodass das 165. Regiment in diesem Bereich patrouillieren musste.

Im südlichen Teil des Einsatzgebietes führte der Vorstoß direkt auf Nafulan Point. Die Annäherung an den Ort selbst wurde durch einen steilen Hügel dominiert, dessen zerklüftete Westwand fast so steil wie eine Klippe war. Gegen dieses gewaltige Hindernis unternahm das 1. Bataillon des 105. Regiments mehrere erfolglose Vorstöße. Das Gelände machte eine Bewegung von Westen her praktisch unmöglich. Das 3. Bataillon, das noch immer Höhlen entlang der Südküste säuberte, blieb zurück. Am späten Nachmittag hatte sich jedoch eine Lücke zwischen ihm und dem 1. Bataillon aufgetan, so dass das 1. Bataillon des 165. Regiments eingesetzt werden musste, um sie zu verbinden.

In der Zone der 4. Marinedivision wurden nur lokale Erfolge erzielt, die jedoch alle zu einer Verbesserung der Lage und einer Bündelung der Kräfte für die Fortsetzung des Angriffs beitrugen. Um 7 Uhr wurde in der Nähe von Tsutsuuran eine große Ansammlung von japanischen Truppen und Panzern beobachtet, die sich offenbar für einen Gegenangriff formierten. Durch schnelle Reaktion konnten die japanischen Einheiten zerstreut werden. Das 24. und das 25. Regiment setzten den ganzen Tag über ihre Nachschuboperationen und die Neuausrichtung der Linien fort.

Das 23. Marineregiment griff an, nachdem das 1. Provisional Rocket Detachment und das 2. und 4. Bataillon des 14. Marineregiments den Angriff auf 0-2 und die westlichen Hänge von Hill 500 vorbereitet hatten. Die Tagesgewinne waren beträchtlich, eine Linie 365 Meter westlich von 0-3 wurde erreicht. Doch auch hier veranlasste die Sorge um das Gebiet zwischen den Divisionen Colonel Jones, sich auf ein Gelände zurückzuziehen, das für den Schutz der linken Flanke günstiger war. Vom 20. bis zum 21. Juni rückten die Angreifer unaufhörlich gegen die japanischen Linien vor. Während die 2. Division 0-4 erreichen konnte und die 4. Division den Hügel 500 einnahm, setzte die 27. Division ihren Angriff fort, um Nafutan Point einzunehmen. Mit Hilfe von Artillerie, Panzern, Luftunterstützung und Marinegeschützfeuer wurde der Angriff gestartet. Das Gelände war zerklüftet und der Vormarsch verlief langsam, aber beim Einbruch der Dunkelheit wurde ein Stützpunkt auf der Anhöhe am nordwestlichen Ende der Spitze eingenommen und die gesamte Linie rückte etwa 900 Meter vor.

### Reorganisation der japanischen Verteidigung
Nach drei Tage andauernden Kämpfen sah die Lage für die Japaner äußerst kritisch aus. Die Insel war in zwei Hälften geteilt und der südliche Teil – einschließlich des Hauptflugplatzes – praktisch in amerikanischer Hand. Zwar gab es noch Reste japanischer Einheiten einschließlich des größten Teils der Aslito-Garnison, die sich auf der Halbinsel Nafutan und entlang der Südküste westlich davon verschanzt hatten, aber sie waren vom Hauptteil der Truppen abgeschnitten und zu nichts anderem als Störaktionen gegen die amerikanischen Linien fähig.
Angesichts des unablässigen Drucks ihrer Angreifer begannen die Japaner am 18. Juni damit, sich auf eine Verteidigungslinie zurückzuziehen, die sich von einem Punkt knapp unterhalb von Garapan über die Südhänge des Mount Tapotchau bis zur Magicienne Bay in südöstlicher Richtung über die Insel erstreckte. Die Linie verlief in etwa parallel zur Linie der amerikanischen Angreifer 0-4 und war die erste von zwei letzten Verteidigungslinien. Das Hauptquartier der 31. Armee gab seine Pläne per Funk an Tokio weiter:
Lage am Abend des 18. Juni:
Das Heer konsolidiert seine Kampflinien und bereitet sich auf eine Entscheidungsschlacht vor. Sie konzentriert die 43. Division im Raum östlich von Tapotchau. Die verbleibenden Einheiten zwei Infanteriebataillone des 135. Infanterieregiments konzentrieren sich im Raum östlich von Garapan.
Als Antwort darauf wurde Saitō befohlen, die noch in seinem Besitz befindlichen Strände zu halten, auf Verstärkung zu warten und die Errichtung von feindlichen Flugfeldern zu verhindern.

### 22.–30. Juni
Trotz der schweren Verluste, die beide Marinedivisionen erlitten hatten, glaubte General Holland Smith, dass sie noch in der Lage waren, bis zur Abenddämmerung des 22. Juni eine maximale Entfernung von 3,6 Kilometern vorzurücken. Die 2. Marinedivision sollte einige hundert Meter entlang der westlichen Küste vorrücken, um Mount Tipo Pale in der Mitte ihrer Zone einzunehmen, und etwa 3000 Meter auf der rechten Seite, um Mount Tapotchau zu erobern. In der Zwischenzeit sollte die 4. Marinedivision Schritt halten, indem sie die Hügelkette entlang der Divisionsgrenze sicherte, den Feind vom Hügel 600 vertrieb und die beiden südöstlich des Berges Tapotchau gelegenen Geländeteile eroberte. Sollten sich die Divisionen über ein zu großes Gebiet ausdehnen, plante Holland Smith, das 165. und das 106. Infanterieregiment einzusetzen. Da nicht klar war, wo die Truppen benötigt werden würden, wurde Generalmajor Ralph Smith angewiesen, Routen auszuwählen, über die seine Männer zur Unterstützung der beiden Frontdivisionen marschieren konnten. Um 6 Uhr begann die Offensive. Auf der linken Seite machte das 24. Marineinfanterieregiment von Colonel Franklin A. Hart, das entlang der Küste der Bucht von Magicienne angriff, stetige Fortschritte. Schon bald wurden die Bewegungen des Regiments jedoch durch das zerklüftete Terrain verlangsamt, so dass es erst um 13:30 Uhr 0-4A erreichte. Südlich von 0-4A stieß das 25. Regiment auf heftiges japanisches Maschinengewehrfeuer, das sie daran hinderte, ihr Ziel zu erreichen. Auch das 23. Regiment wurde durch das schwierige Gelände aufgehalten und kam 180 Meter vor dem Ziel zum Stehen. Auf der rechten Seite bewegten sich die Einheiten der 2. Marinedivision recht zügig vorwärts, bis sie an den unteren Ausläufern des Berges Tapotchau auf raueres Gelände stießen. Um 13 Uhr erreichten sie einen Kamm an den mittleren Hängen des Mount Tapotchau, etwa 1.000 Meter vom Gipfel entfernt, wo sie von japanischem Maschinengewehrfeuer aufgehalten wurden.

Die Operationen des 8. Marineregiments rund um das Tapotchau-Massiv stellten eine logistische Herausforderung dar. Es gab keine geeigneten Wege für Nachschub oder Rückzug. Eine Erkundung ergab jedoch einen Durchbruch in der Steilwand, der für einige Tage als provisorische Nachschubroute diente. Der Vormarsch des 6. Marineregiments wurde durch die Notwendigkeit bestimmt, den Kontakt mit dem 8. Marineregiment aufrechtzuerhalten. Das 2. Bataillon des 2. Marineregiments unter Oberstleutnant Nutting (noch dem 6. Marineregiment unterstellt) befand sich auf der rechten Seite der Regimentslinie und hielt Kontakt zum 8. Marineregiment. Gegen 7 Uhr ermöglichte das Vorrücken des letzteren dem Nutting's Bataillon den Vorstoß. Es stellte sich jedoch bald heraus, dass weitere Vorstöße die Linien des 6. Regiments überdehnen würde. Oberst Riseley befahl daher, den Vormarsch so lange zu unterbrechen, bis sich das 8. Regiment auf gleicher Höhe befand. Der erste Widerstand des Tages entwickelte sich, als das 6. Marineregiment auf die Osthänge des Mt. Tipo Pale vorrückte. Von seinem höchsten Gipfel fällt der Berg nach Westen und Süden sanft ab, nach Norden und Osten jedoch steil in dicht bewaldete Schluchten. Am Vortag hatten Patrouillen den Gipfel erkundet, ohne auf japanische Soldaten zu stoßen. Als jedoch der koordinierte Angriff begann, eröffneten die wiederbesetzen japanischen Stellungen das Feuer. Einheiten des 6. Marineregiments, die entlang der Straße vorrückten, wurden von feindlichem Maschinengewehrfeuer aus verschiedenen Stellungen angegriffen. Zunächst gezwungen sich zurückzuziehen, konnten die Einheiten den Hügel einnehmen und die Verteidigungslinie sichern.
Der Plan der 27. Division sah vor, nordwestlich des Aslito-Flugfelds zu marschieren. Von dort aus sollte sie Elemente der 8. Marinedivision innerhalb ihres Aktionsbereichs passieren und um 10 Uhr auf der rechten Seite angreifen. Sobald sie 0-5 eingenommen hatten, sollte die Division vorrücken und 0-6 einnehmen. Die Bewegung wurde jedoch dadurch erschwert, dass das 165. Regiment die falsche Straße nahm und auf derselben Straße wie das 105. landete. Gegen 10:55 Uhr waren die beiden Einheiten schließlich auf einer Linie. Während das 165. Regiment vorrückte, geriet es unter schweres japanisches Feuer, so dass sich der Vormarsch auf nur etwa 400 Meter reduzierte. Auch das 106. Regiment stieß auf erheblichen Widerstand. Von der Klippenlinie an der linken Flanke aus wurde der Vormarsch vollständig lahmgelegt.

### Ende der Schlacht

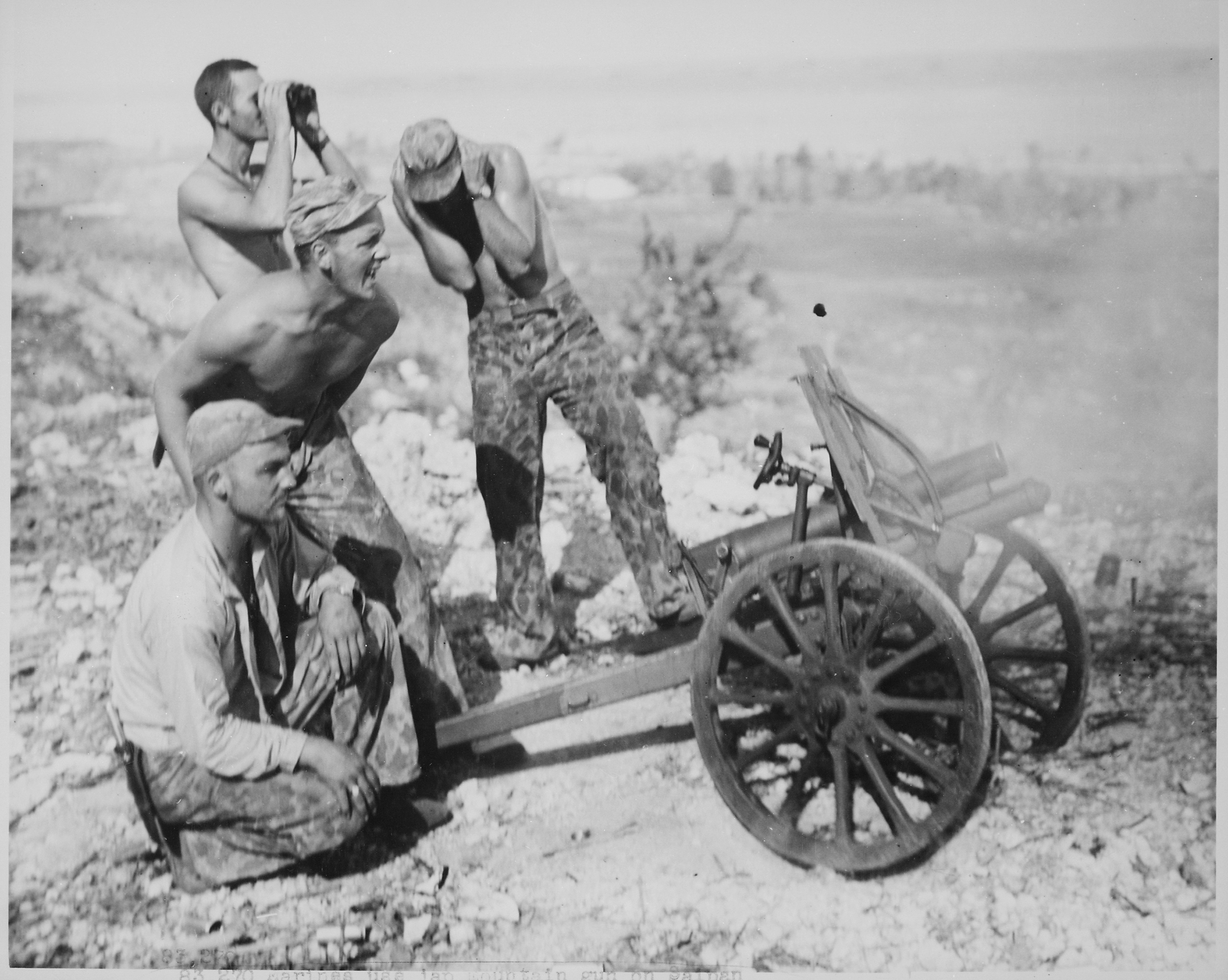
Marineinfanteristen feuern mit einem erbeuteten feindlichen Typ-92-Bataillonsgeschütz gegen die japanischen Höhlen, nördlich von Garapan; 4. Juli 1944

Am 5. Juli hatte sich General Yoshitsugu Saitō mit etwa 5.000 Soldaten bis zur Nordspitze der Insel zurückziehen müssen. Saitō löste am 7. Juli die 43. Infanteriedivision auf. Dort hatten sie nur zwei Möglichkeiten: Rückzug nach Marpi an der Nordspitze der Insel, um so lange wie möglich auszuharren, oder einen letzten Banzai-Angriff. Während Admiral Nagumo einen Rückzug vorzog, bestand Saitō aufgrund des Bushido-Kodex auf einem letzten Gegenangriff. Nachdem er die Erlaubnis aus Tokio erhalten hatte, erteilte er am 6. Juli um 8 Uhr den endgültigen Befehl. Saitō, der zu alt und zu krank war, um den Angriff persönlich anzuführen, beging kurz darauf Suizid.
Am Morgen des 7. Juli gegen 4 Uhr stürzten sich die japanischen Soldaten von der Gegend um Makunsha in die Tanapag-Ebene. Die Angriffsroute verlief hauptsächlich entlang der Küsteneisenbahn. Als erstes wurden die isolierten Stellungen des 1. und 2. Bataillons des 105. Infanterieregiments getroffen. Um 5:30 Uhr meldete Colonel Bishop, der Kommandeur des Armeeregiments, der Division, dass die beiden Bataillone unter schwerem Mörserfeuer standen. Um 6:35 Uhr hatten die Japaner das 1. und 2. Bataillon überrannt. Beide Bataillone wurden, soweit sie noch übrig waren, über die Ebene nach Tanapag zurückgedrängt, wo es zu Kämpfen zwischen den Häusern kam.
Um 05:15 Uhr wurden das 3. und das 4. Bataillon des 10. Marineregiments südwestlich von Tanapag von fast 500 Japanern angegriffen. Dabei stießen die Japaner bis zum Regimentsgefechtsstand des 105. Regiments etwa 800 Meter südlich von Tanapag vor. Hier gelang es ihnen jedoch nicht, die Verteidigungsanlagen zu überwinden. Um 11:30 Uhr war der Angriff weitgehend gestoppt. Gegen 10 Uhr begann der amerikanische Gegenangriff. Im Laufe des Nachmittags wurden die überrannten Stellungen der Marines vollständig zurückerobert. Um 18 Uhr war der größte Teil des durch den Banzai-Angriff verlorenen Geländes wieder in amerikanischer Hand.

## Nachwirkungen
Der Fall der Insel Saipan hatte vor allem eine demoralisierende Wirkung auf die japanischen Truppen der beiden Nachbarinseln Tinian und Guam, die wenige Tage später ebenfalls von amerikanischen Marineinfanteristen angegriffen und erobert wurden. Auf Saipan kämpften jedoch 46 Soldaten unter Hauptmann Ōba Sakae weiter, bis sie im Dezember 1945 kapitulierten. Die Amerikaner nutzten die beiden Flugfelder East- und Isley Field auf Saipan fortan für ihre ausgedehnten B-29-Luftangriffe auf Japan. Die Bomber, die an diesen Luftangriffen teilnahmen, wurden jedoch nicht von Jagdflugzeugen begleitet und waren deshalb den japanischen Abfangjägern ausgeliefert. Mit der Eroberung der Flugfelder auf der Insel Iwojima im März 1945 konnten die B-29-Bomber von P-51-Mustang-Jagdflugzeugen eskortiert und verteidigt werden, doch die beiden B-29-Bomber Enola Gay und Bockscar, welche die beiden Atombomben Little Boy und Fat Man abwarfen, starteten von der Insel Tinian aus.

### Verluste
Im Laufe der 20-tägigen Schlacht verloren mehr als 55.000 Menschen ihr Leben. Auf japanischer Seite starben zwischen 23.000 und 27.000 Soldaten sowie rund 22.000 Zivilisten. Die Amerikaner hatten 3.000 bis 5.000 Gefallene sowie 14.000 Verwundete zu verzeichnen. Aus Angst vor den Amerikanern, die von der japanischen Propaganda verbreitet wurde, begingen etliche Zivilisten Suizid, indem sie sich von der felsigen Nordspitze der Insel in den Tod stürzten.